# BK Frem Kopenhagen
Boldklubben Frem København (BK Frem) (deutsch „Ballverein Vorwärts Kopenhagen“) ist ein dänischer Fußballverein aus dem Kopenhagener Stadtteil Valby.

## Geschichte
1886 als Cricketverein gegründet, wird seit 1887 auch Fußball im Verein gespielt.
Seine größten Erfolge feierte der Verein vor allem in der Vorkriegszeit, als man insgesamt sechsmal die dänische Fußballmeisterschaft gewinnen konnte. Nach dem Zweiten Weltkrieg konnte Frem an diese glorreiche Zeit nur noch zeitweise anknüpfen. Letzter großer Erfolg war der 3. Platz in der Superliga 1992.
1993, 2004 und 2010 musste der BK Frem aufgrund von Insolvenzen absteigen. 2010 wurde man dabei aus der 2. in die 5. Liga herabgestuft.

## Bekannte ehemalige Spieler
In Klammern: Zeit der Vereinszugehörigkeit als Spieler
- Dan Eggen (1990 – 1993)
- John Hansen (1943 – 1948 & 1958 – 1960)
- Pauli Jørgensen (1918 – 1919 &  1924 – 1942)
- Birger Larsen (1961 – 1969)
- Søren Larsen (2003 – 2004)
- Sophus Nielsen (1904 – 1912 & 1916 – 1921)
- Mikkel Thygesen (2002 – 2004)

## Sportliche Erfolge
- Dänische Fußballmeisterschaft
  - Meister: 1923, 1931, 1933, 1936, 1941, 1944
  - Vize-Meister: 1930, 1935, 1937, 1938, 1948, 1958, 1966, 1967, 1976
  - Dritter: 1934, 1955, 1957, 1968, 1971, 1992
- Dänischer Fußballpokal
  - Sieger: 1956, 1978
  - Finalist: 1969, 1971, 1981
- Europapokal der Pokalsieger
  - 1. Runde (1969/70, 1978/79)
- UEFA-Pokal
  - 2. Runde (1972/73, 1992/93)

## Statistik
| Spielzeit | Liga        | Platz |
| --------- | ----------- | ----- |
| 1945/46   | 1. Division | 04.   |
| 1946/47   | 1. Division | 07.   |
| 1947/48   | 1. Division | 02.   |
| 1948/49   | 1. Division | 08.   |
| 1949/50   | 1. Division | 06.   |
| 1950/51   | 1. Division | 06.   |
| 1951/52   | 1. Division | 07.   |
| 1952/53   | 1. Division | 08.   |
| 1953/54   | 1. Division | 04.   |
| 1954/55   | 1. Division | 03.   |
| 1955/56   | 1. Division | 07.   |
| 1956/57   | 1. Division | 03.   |
| 1958      | 1. Division | 02.   |
| 1959      | 1. Division | 08.   |
| 1960      | 1. Division | 12.   |
| 1961      | 2. Division | 04.   |

| Spielzeit | Liga        | Platz |
| --------- | ----------- | ----- |
| 1962      | 2. Division | 05.   |
| 1963      | 2. Division | 01.   |
| 1964      | 1. Division | 09.   |
| 1965      | 1. Division | 04.   |
| 1966      | 1. Division | 02.   |
| 1967      | 1. Division | 02.   |
| 1968      | 1. Division | 03.   |
| 1969      | 1. Division | 09.   |
| 1970      | 1. Division | 06.   |
| 1971      | 1. Division | 03.   |
| 1972      | 1. Division | 07.   |
| 1973      | 1. Division | 10.   |
| 1974      | 1. Division | 07.   |
| 1975      | 1. Division | 11.   |
| 1976      | 1. Division | 02.   |
| 1977      | 1. Division | 11.   |

| Spielzeit | Liga        | Platz |
| --------- | ----------- | ----- |
| 1978      | 1. Division | 10.   |
| 1979      | 1. Division | 07.   |
| 1980      | 1. Division | 15.   |
| 1981      | 2. Division | 04.   |
| 1982      | 2. Division | 01.   |
| 1983      | 1. Division | 05.   |
| 1984      | 1. Division | 12.   |
| 1985      | 1. Division | 13.   |
| 1986      | 2. Division | 03.   |
| 1987      | 2. Division | 04.   |
| 1988      | 2. Division | 02.   |
| 1989      | 1. Division | 08.   |
| 1990      | 1. Division | 05.   |
| 1991      | Superliga   | 04.   |
| 1991/92   | Superliga   | 03.   |
| 1992/93   | Superliga   | 09.   |

| Spielzeit | Liga              | Platz |
| --------- | ----------------- | ----- |
| 1993/94   | 1. Division       | 08.   |
| 1994/95   | Danmarksserien    | 0?.   |
| 1995/96   | 2. Division (Ost) | 03.   |
| 1996/97   | 2. Division (Ost) | 01.   |
| 1997/98   | 1. Division       | 09.   |
| 1998/99   | 1. Division       | 09.   |
| 1999/00   | 1. Division       | 07.   |
| 2000/01   | 1. Division       | 04.   |
| 2001/02   | 1. Division       | 04.   |
| 2002/03   | 1. Division       | 02.   |
| 2003/04   | Superliga         | 11.   |
| 2004/05   | 1. Division       | 03.   |
| 2005/06   | 1. Division       | 10.   |
| 2006/07   | 1. Division       | 05.   |
| 2007/08   | 1. Division       | 11.   |
| 2008/09   | 1. Division       | 11.   |

| Spielzeit | Liga              | Platz |
| --------- | ----------------- | ----- |
| 2009/10   | 1. Division       | 15.   |
| 2010/11   | Københavnsserien  | 01.   |
| 2011/12   | Danmarksserien    | 0?.   |
| 2012/13   | 2. Division (Ost) | 07.   |
| 2013/14   | 2. Division (Ost) | 08.   |
| 2014/15   | 2. Division       | 02.   |
| 2015/16   | 2. Division       | 04.   |
| 2016/17   | 2. Division       | 13.   |
| 2017/18   | 2. Division       | 09.   |
| 2018/19   | 2. Division       | 13.   |
| 2019/20   | 2. Division       | 11.   |
| 2020/21   | 2. Division       | 08.   |
| 2021/22   | 3. Division       | 02.   |
| 2022/23   | 2. Division       | 11.   |
| 2022/23   | 3. Division       | 01.   |
| 2024/25   | 2. Division       | 11.   |